# Lovro von Matačić
Lovro von Matačić (Kroatisch: Lovro pl. Matačić) (Sušak, nu: Rijeka, 14 februari 1899 – Zagreb, 4 januari 1985) was een Joegoslavisch, nu: Kroatisch componist en dirigent.

## Levensloop
Matačić werkte al op 7-jarige leeftijd mee bij de Wiener Sängerknaben en kreeg daar zijn eerste muziektheoretische opleiding. Hij studeerde aan het Conservatorium Wenen te Wenen onder andere bij Ignaz Herbst, Franz Schalk en Oskar Nedbal. In 1915 en 1916 was hij koorpetitor aan de Opera in Keulen. In 1919 en 1920 was hij kapelmeester in Osijek en vervolgens tot 1922 in Novi Sad (Servisch: Нови Сад). Van 1922 tot 1924 was hij dirigent in Ljubljana en van 1924 tot 1932 in Belgrado. Vervolgens was hij twee jaar dirigent in Riga en daarna tot 1938 in Zagreb. Van 1938 tot 1942 was hij opnieuw dirigent in Belgrado. Tijdens de Tweede Wereldoorlog op de Balkan was hij weer in Zagreb en van 1943 tot 1945 in Wenen ook als Kroatische Militaire Opperkapelmeester werkzaam.
In 1945 werd hij door de communisten rond Josip Broz Tito ter dood veroordeeld, maar hij verkreeg later gratie en na een jaar gevangenis in 1946 weer vrijgelaten. Tot 1954 kon hij niet in Zagreb werken, maar ook niet naar het buitenland reizen. Van 1948 tot 1952 werkte hij in Skopje en vervolgens tot 1954 in Rijeka als opera- en orkestdirigent.
Vanaf 1954 begon hij voor het tweede keer zijn carrière in het buitenland en hij was van 1956 tot 1958 Generalmusikdirektor (GMD) van de Staatskapelle Dresden, van 1961 tot 1966 GMD van de Opera te Frankfurt am Main, 1967 eredirigent van het N.H.K. Symphonieorkest in Tokio en van 1974 tot 1979 chef-dirigent van het Orchestre national de l’Opéra de Monte Carlo. Eveneens was hij van 1970 tot 1980 chef-dirigent van de Filharmonie Zagreb.
Hij was vele malen gastdirigent in Oostenrijk bij onder andere het orkest van de Weense Staatsopera, de Weense Volksopera, het Theater an der Wien, de Wiener Philharmoniker, de Wiener Symphoniker, het Radio Symphonie Orchester Wien, het Mozarteum Orchester Salzburg en het Grazer Philharmonisches Orchester. Maar hij werkte ook aan de Deutsche Staatsoper in Berlijn, het Teatro alla Scala in Milaan, het Teatro San Carlo in Napels, het Bayreuth Festspielhaus in Bayreuth, de Lyric Opera of Chicago, het Teatro Massimo in Palermo, het Teatro Colón in Buenos Aires en dirigeerde befaamde orkesten zoals de Berliner Philharmoniker, de Bamberger Symphoniker, de Münchner Philharmoniker, het Orchestra dell'Accademia Nazionale di Santa Cecilia, het Nationaal Orkest van België, het Orchestre National de France, het Detroit Symphony Orchestra, het Philharmonia Orchestra, het Tsjechisch Filharmonisch Orkest, het Orchestre de la Suisse Romande, het Cleveland Orchestra en het New Philharmonia Orchestra (Londen).
Als dirigent heeft hij rond 70 werken van 29 componisten voor 33 platenlabels opgenomen en zijn opnames zijn op ten minste 173 langspeelplaten verschenen. Hij was een musicus van de zogenaamde Oude school, als dirigent impulsief, iemand van het grote gebaar en autoritair optreden, maar ook een minutieus kenner van de partituur en als organisator een mens van bedachte strategie. Matačić was breed opgeleid, polyglot, maar ook een causeur en bohème, met fanatieke toegenegenheid tot de muziek.
In 1981 werd hij door de Wiener Symphoniker met de begeerde Brucknerring onderscheiden.
Als componist schreef hij werken in eigentijdse stijl. Het bekendste werk is zijn Symfonie van de confrontaties, een compositie in vier delen, 1 uur uitvoeringstijd, twee concertvleugels, groot strijkorkest en een reusachtig slagwerkapparaat. Het werk thematiseert in zijn weerbarstige taal de wereldomspannende atomaire bedreiging en hij gebruikt het Dies Irae-thema, dat wij uit verschillende andere composities ook kennen (Symphonie fantastique van Hector Berlioz).
Na zijn dood werd hij op de Mirogoj-begraafplaats in Zagreb begraven.

## Composities

### Werken voor orkest
- 1915 Fantasie, voor orkest (verloren gegaan)
- 1951 Ouverture, voor orkest (onvoltooid)
- 1978-1982 rev.1984 Balada konfrontacija/Simfonija konfrontacija (Symfonie van de confrontaties), voor twee piano's, groot strijkorkest en een grote slagwerk-sectie

### Muziektheater

#### Toneelmuziek
- 1933 Macbeth - scène-muziek - tekst: William Shakespeare (verloren gegaan)
- As You Like It - tekst: William Shakespeare, (onvoltooid)
- Le Malade imaginaire - tekst: Molière, (onvoltooid)

### Werken voor koren
- 1927 Pjesma (Een lied), voor gemengd koor en kamerorkest (verloren gegaan)
- 1969 Konjuh planinom (Door het Konjuh-Gebergte), voor gemengd koor en orkest
- Majka i njeni mrtvi (De Moeder en haar doden), voor gemengd koor en orkest

### Vocale muziek
- 1917 1 maart 1916, voor sopraan en piano
- 1920 Noć (De nacht), voor sopraan en piano (verloren gegaan)
- 1920 Ljetna noć (De zomernacht), voor sopraan en piano (verloren gegaan)
- 1940 Fünf Lieder nach Rainer Maria Rilke

### Kamermuziek
- 1976 Ballade dramatique, voor viool en piano, (onvoltooid)

## Referentie
1. ↑  In anderstalige wikipedia's staat Belgrado, maar in de Kroatische Biografie op de internetpagina van de Lovro von Matačić stichting (gearchiveerd) is Zagreb als overlijdensplaats benoemd. Verder werd deze stad ook in het Österreichisches Musiklexikon benoemd.]

- Biblioteca Nacional de España: XX1024792
- Bibliothèque nationale de France: cb13897204f (data)
- Gemeinsame Normdatei: 119542587
- International Standard Name Identifier: 0000 0001 1084 9620
- Library of Congress Control Number: n81147054
- Nationale Bibliotheek van Letland: 000100958
- MusicBrainz: 862c28bc-1455-4562-8544-aaf58b1877a6
- Nationale Bibliotheek van Tsjechië: jn20011210208
- Nationale Bibliotheek van Israël: 987007321446905171
- Nationale Bibliotheek van Polen: a0000002376485
- Nederlandse Thesaurus van Auteursnamen: 071852476
- SNAC: w6j79jzs
- Système universitaire de documentation: 08567656X
- Virtual International Authority File: 114997916
- WorldCat: E39PBJjd9cVDcmBmv47HGPkxDq